# Chuquiraga erinacea
Chuquiraga erinacea es una especie de planta con flor de la familia Asteraceae. Es originaria de Argentina.

## Taxonomía
Chuquiraga erinacea fue descrita por David Don y publicado en Philosophical Magazine and Journal 11: 392. 1832.
Sinonimia
- Chuquiraga erinacea subsp. erinacea D.Don
- Chuquiraga erinacea f. erinacea
- Chuquiraga erinacea var. erinacea
- Chuquiraga erinacea var. mollior Lorentz
- Chuquiraga erinacea var. unguis-cati (Ces.)
- Chuquiraga hystrix D.Don
- Chuquiraga juniperina Phil.
- Chuquiraga juniperina Decne.
- Chuquiraga unguis-cati Ces.[3]